# Problema dos neutrinos solares

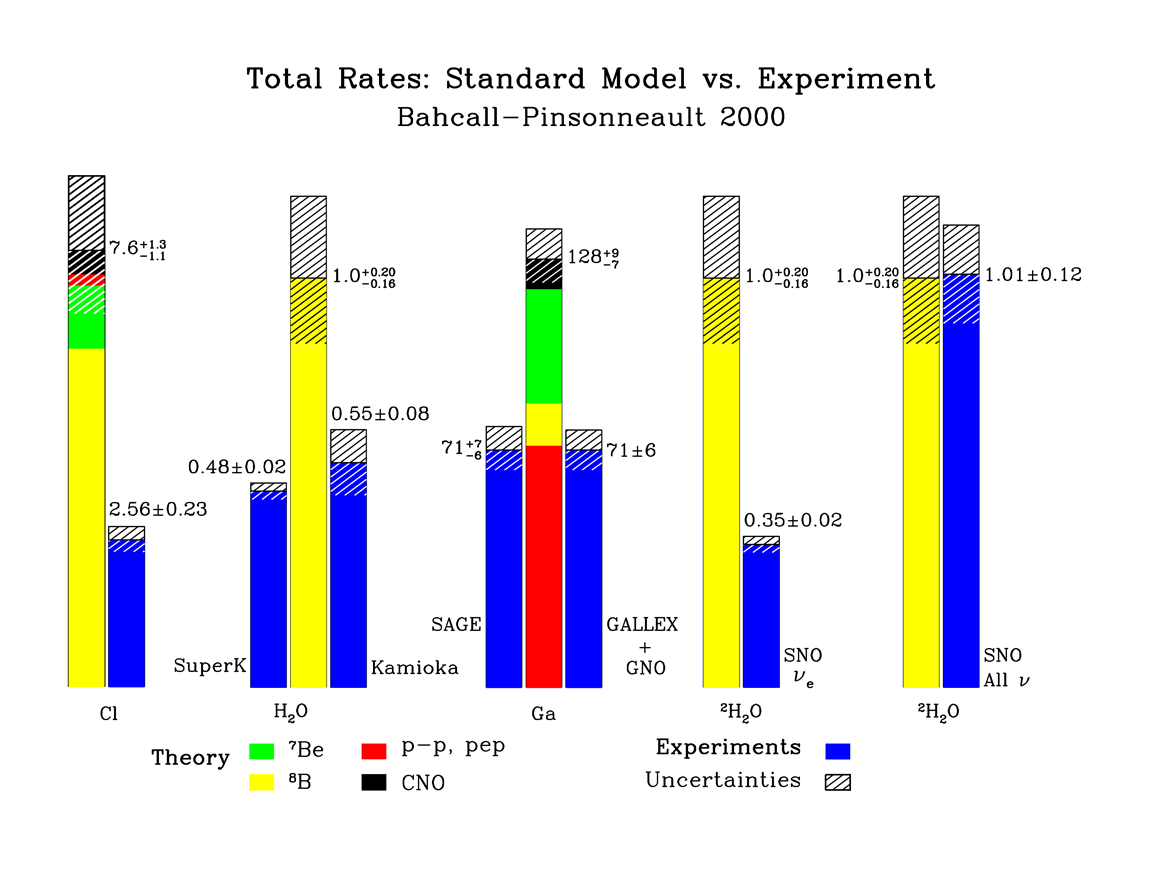
Número de neutrinos predito em teoria (em amarelo) e observados (em azul), em 2000.

O problema dos neutrinos solares foi uma diferença entre o número observado de neutrinos passando pela Terra e o número previsto de neutrinos passando pela Terra em modelos teóricos do interior do Sol, entre a década de 1960 até 2002. Este problema foi resolvido graças a descobertas sobre a física dos neutrinos, que resultou na modificação do modelo padrão da física de partículas - especificamente, a oscilação de neutrinos. Este problema ocorreu devido à mudança de sabor dos neutrinos nos dois tipos que não eram detectados nos detectores de neutrino da época.